# Bosko the Lumberjack
Pour plus de détails, voir Fiche technique et Distribution.
Bosko the Lumberjack est un dessin animé américain réalisé par Hugh Harman, produit par la Warner Bros. Pictures, dans la série des Bosko (Looney Tunes), sorti en 1932.
Il a été réalisé par Hugh Harman et produit par Hugh Harman et Rudolf Ising. De plus, Leon Schlesinger est crédité comme producteur associé.

## Synopsis
Bosko bûcheron découpe les troncs dans la bonne humeur et en chanson, mais quand il s’agit de sauver sa belle, il sait se montrer féroce. 

## Fiche technique
- Titre original : Bosko the Lumberjack
- Titre en français : Bosko bucheron
- Réalisation : Hugh Harman
- Producteurs : Hugh Harman, Rudolf Ising et Leon Schlesinger
- Musique : Frank Marsales
- Production : Leon Schlesinger Studios
- Distribution : Warner Bros. Pictures
- Format : noir et blanc - mono
- Langue : anglais
- Pays : États-Unis
- Date de sortie :  États-Unis : 3 septembre 1932
- Genre : Dessin-animé
- Licence : Domaine public[1]

## Musiques du film
- I Wish I Had Wings[2]
- How Can You Say No (When All the World Is Saying Yes)?, de Joe Burke